# Basses vallées de la Vienne et de l'Indre
Basses vallées de la Vienne et de l'Indre este o arie protejată (arie de protecție specială avifaunistică — SPA) din Franța întinsă pe o suprafață de 5.671 ha, integral pe uscat.

## Localizare
Centrul sitului Basses vallées de la Vienne et de l'Indre este situat la coordonatele 47°15′00″N 0°17′00″E / 47.25°N 0.28333°E.

## Înființare
Situl Basses vallées de la Vienne et de l'Indre a fost declarat arie de protecție specială avifaunistică în baza directivei 79/409 din 1979 referitoare la conservarea păsărilor sălbatice pentru a proteja 11 specii de animale.

## Biodiversitate
Situată în ecoregiunea atlantică, aria protejată nu include niciun habitat protejat.
La baza desemnării sitului se află mai multe specii protejate de  păsări (11): pescăruș albastru (Alcedo atthis), barză neagră (Ciconia nigra), cristeiul de câmp (Crex crex), egretă mică (Egretta garzetta), sfrâncioc roșiatic (Lanius collurio), pescăruș-cu-cap-negru (Larus melanocephalus), gaia neagră (Milvus migrans), stârc de noapte (Nycticorax nycticorax), viespar (Pernis apivorus), bătăuș (Philomachus pugnax), cresteț pestriț (Porzana porzana).
Pe lângă speciile protejate, pe teritoriul sitului au mai fost identificate 1 specie de păsări.